# Wacław Szklarski (generał)
Wacław Eugeniusz Szklarski (ur. 25 września 1925 w Jedliczu koło Krosna, zm. 10 lipca 2021 w Warszawie) – generał dywizji Wojska Polskiego.

## Życiorys

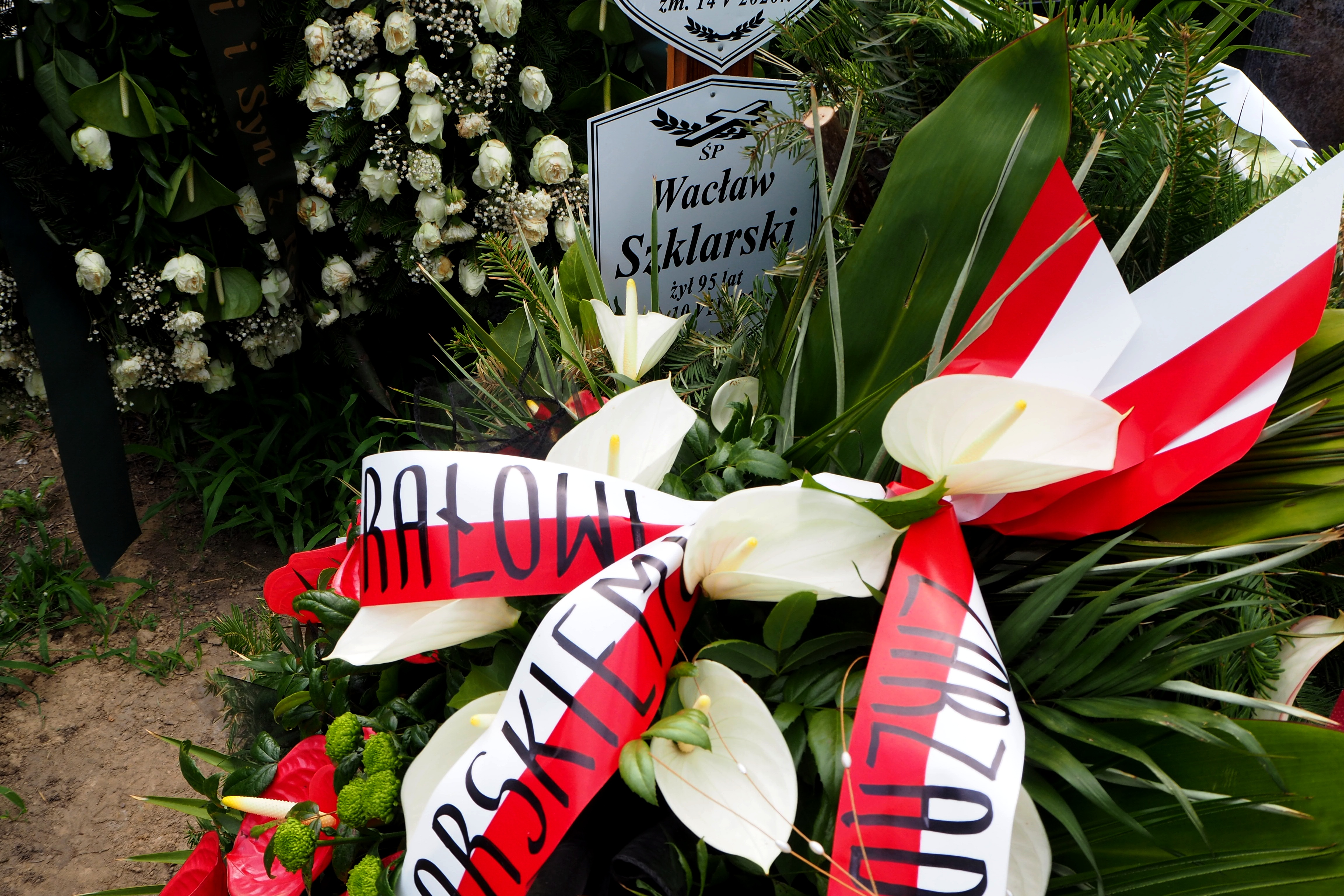
Grób gen. Wacława Szklarskiego na Cmentarzu Wojskowym na Powązkach w Warszawie

Syn Michała i Marianny. Od 1926 mieszkał z rodzicami w gminie Buhryń koło Równego na Wołyniu, do 1939 skończył 1 klasę Państwowego Gimnazjum w Równem. Jako syn Michała, osadnika wojskowego na Wołyniu, w maju 1940 deportowany przez NKWD do Wołogdy. Zajmował się wycinką drzew w tajdze. W 1941 przeniesiony do Bijska w Kraju Ałtajskim. Służbę wojskową rozpoczął 24 maja 1943 jako szeregowy 3 pułku piechoty 1 Dywizji Piechoty im. Tadeusza Kościuszki. Później pełnił służbę w 6 pułku piechoty 2 Dywizji Piechoty im. Henryka Dąbrowskiego. W 1944 roku ukończył Oficerską Szkołę Piechoty. Jako oficer przeszedł szlak bojowy z 4 pułkiem piechoty. Ranny pod Mirosławcem na Wale Pomorskim.
Po zakończeniu działań wojennych w Europie dowodził plutonem w 32 Budziszyńskim pułku piechoty. Po rocznym kursie oficerskim przy Oficerskiej Szkole Piechoty nr 3 w Elblągu wyznaczony na dowódcę kompanii ckm w 8 pułku piechoty. W latach 1948–49 dowódca kompanii i oficer zwiadu 7 Kołobrzeskiego pułku piechoty. W 1949 skierowany do Wyższej Szkoły Piechoty, po ukończeniu której pozostawał starszym wykładowcą i zastępcą kierownika cyklu taktyki na Kursach Doskonalenia Oficerów Piechoty w WSPiech. W latach 1958–1961 słuchacz Akademii Sztabu Generalnego WP. Po ukończeniu akademii z wyróżnieniem podpułkownik i starszy pomocnik szefa oddziału w Zarządzie Operacyjnym Sztabu Generalnego WP. W latach 1964–1967 szef oddziału i zastępca szefa Zarządu III Operacyjnego Głównego Inspektoratu Obrony Terytorialnej Kraju. W 1968 roku został skierowany na studia w Akademii Sztabu Generalnego Sił Zbrojnych ZSRR. Po ukończeniu akademii z wyróżnieniem w 1970 objął obowiązki szefa Oddziału Szkolenia Operacyjnego SG WP. Od 1972 zastępca szefa sztabu Pomorskiego Okręgu Wojskowego. W latach 1973–1975 dowodził 8 Drezdeńską Dywizją Zmechanizowaną im. Bartosza Głowackiego w Koszalinie. We wrześniu 1973 mianowany generałem brygady. Od 1975 do 1983 szef Zarządu Operacyjnego SG WP, następnie do 1986 zastępca szefa Sztabu Generalnego WP ds. operacyjnych.
11 października 1982 Minister Obrony Narodowej wyróżnił go wpisem do „Honorowej Księgi Czynów Żołnierskich” „za wzorową służbę i pracę w Siłach Zbrojnych Polskiej Rzeczypospolitej Ludowej oraz szczególne zasługi dla socjalistycznej Ojczyzny w okresie stanu wojennego”. W 1984 roku został mianowany generałem dywizji.
Od 1986 zastępca szefa sztabu Zjednoczonych Sił Zbrojnych Państw Stron Układu Warszawskiego. W latach 1989–1990 pozostawał w dyspozycji Ministra Obrony Narodowej. Oficjalnie pożegnany przez ministra obrony narodowej, gen. armii Floriana Siwickiego w związku z zakończeniem zawodowej służby wojskowej. Zwolniony z zawodowej służby wojskowej 23 listopada 1990.
W latach 1985–1990 członek Rady Naczelnej oraz Zarządu Głównego ZBoWiD. W latach 1993–1995 członek Rady Kombatantów przy Prezydencie RP. W latach 1999–2007 prezes Zarządu Głównego Związku Kombatantów RP i Byłych Więźniów Politycznych.
Pochowany na Cmentarzu Wojskowym na Powązkach.

## Ordery i odznaczenia
- Krzyż Komandorski z Gwiazdą Orderu Odrodzenia Polski (2002)[4]
- Krzyż Oficerski Orderu Odrodzenia Polski
- Krzyż Kawalerski Orderu Odrodzenia Polski
- Order Sztandaru Pracy I klasy (1988)
- Order Sztandaru Pracy II klasy (1981)
- Krzyż Walecznych (1946)[5]
- Złoty Krzyż Zasługi (1954)
- Srebrny Krzyż Zasługi (1946)[6]
- Srebrny Medal „Zasłużonym na Polu Chwały” (1945)
- Medal 10-lecia Polski Ludowej
- Medal 30-lecia Polski Ludowej
- Medal 40-lecia Polski Ludowej
- Medal Zwycięstwa i Wolności 1945
- Medal Komisji Edukacji Narodowej
- Złoty Medal „Siły Zbrojne w Służbie Ojczyzny”
- Srebrny Medal „Siły Zbrojne w Służbie Ojczyzny”
- Brązowy Medal „Siły Zbrojne w Służbie Ojczyzny”
- Medal „Za udział w walkach o Berlin”
- Złoty Medal „Za zasługi dla obronności kraju”
- Srebrny Medal „Za zasługi dla obronności kraju”
- Brązowy Medal „Za zasługi dla obronności kraju”
- Złota odznaka honorowa „Za Zasługi dla Warszawy” (1977)[7]
- Medal "Za Umacnianie Przyjaźni Sił Zbrojnych" I stopnia (Czechosłowacja)
- Medal „Za umacnianie braterstwa broni” (ZSRR)
- Medal jubileuszowy „Dwudziestolecia zwycięstwa w Wielkiej Wojnie Ojczyźnianej 1941–1945” (ZSRR)
- Medal jubileuszowy „Trzydziestolecia zwycięstwa w Wielkiej Wojnie Ojczyźnianej 1941–1945” (ZSRR)
- Medal jubileuszowy „Czterdziestolecia zwycięstwa w Wielkiej Wojnie Ojczyźnianej 1941–1945” (ZSRR)
- Medal jubileuszowy „60 lat Sił Zbrojnych ZSRR” (ZSRR)
- Medal jubileuszowy „70 lat Sił Zbrojnych ZSRR” (ZSRR)
- Medal 60-lecia zakończenia II Wojny Światowej (Izrael) – 2005[8]